# Elena Long
Pour les articles homonymes, voir Long.
 (janvier 2024).
La mise en forme du texte ne suit pas les recommandations de Wikipédia : il faut le « wikifier ».
Les points d'amélioration suivants sont les cas les plus fréquents. Le détail des points à revoir est peut-être précisé sur la page de discussion.
- Les titres sont pré-formatés par le logiciel. Ils ne sont ni en capitales, ni en gras.
- Le texte ne doit pas être écrit en capitales (les noms de famille non plus), ni en gras, ni en italique, ni en « petit »…
- Le gras n'est utilisé que pour surligner le titre de l'article dans l'introduction, une seule fois.
- L'italique est rarement utilisé : mots en langue étrangère, titres d'œuvres, noms de bateaux, etc.
- Les citations ne sont pas en italique mais en corps de texte normal. Elles sont entourées par des guillemets français : « et ».
- Les listes à puces sont à éviter, des paragraphes rédigés étant largement préférés. Les tableaux sont à réserver à la présentation de données structurées (résultats, etc.).
- Les appels de note de bas de page (petits chiffres en exposant, introduits par l'outil «  Source ») sont à placer entre la fin de phrase et le point final[comme ça].
- Les liens internes (vers d'autres articles de Wikipédia) sont à choisir avec parcimonie. Créez des liens vers des articles approfondissant le sujet. Les termes génériques sans rapport avec le sujet sont à éviter, ainsi que les répétitions de liens vers un même terme.
- Les liens externes sont à placer uniquement dans une section « Liens externes », à la fin de l'article. Ces liens sont à choisir avec parcimonie suivant les règles définies. Si un lien sert de source à l'article, son insertion dans le texte est à faire par les notes de bas de page.
- La présentation des références doit suivre les conventions bibliographiques. Il est recommandé d'utiliser les modèles {{Ouvrage}}, {{Chapitre}}, {{Article}}, {{Lien web}} et/ou {{Bibliographie}}. Le mode d'édition visuel peut mettre en forme automatiquement les références.
- Insérer une infobox (cadre d'informations à droite) n'est pas obligatoire pour parachever la mise en page.

Pour une aide détaillée, merci de consulter Aide:Wikification.
Si vous pensez que ces points ont été résolus, vous pouvez retirer ce bandeau et améliorer la mise en forme d'un autre article.
Elena Amanda Long est professeure adjointe de physique à l'université du New Hampshire et militante pour les personnes LGBT dans le domaine scientifique (en). 
La revue Nature la qualifie de « pionnière de la diversité » dans son Nature's 10 : Dix personnes qui ont compté cette année 2016. Les recherches de Long sur la structure interne des nucléons lui valent le prix 2015 Jefferson Science Associates Promising Young Scientist award. 
Long apporte des contributions significatives pour améliorer l'inclusion des chercheurs et étudiants sous-représentés en fondant l'organisation LGBT+ Physics[source secondaire souhaitée] et en étant membre du comité des questions LGBT de la Société américaine de physique (APS).

## Éducation
Après avoir obtenu une licence de physique au Juniata College (en) en 2006, Long poursuit ses études à l'université d'État de Kent. Elle y soutient avec succès sa thèse de doctorat en 2012, sur Les asymétries de 3 He (e, e'n) polarisé dans trois mesures orthogonales, qui fournit des tests importants de modèles utilisant l'hélium-3 comme cible de neutrons,.

## Recherche et carrière
Les recherches de Long en physique atomique visent à comprendre comment les quarks à l'intérieur des protons et des neutrons interagissent pour former des noyaux atomiques. Elle travaille sur la structure du deutérium ainsi que sur les tentatives de détection de la première mesure sur le tenseur asymétrie quasi-élastique A zz .. L'expérience A zz peut fournir des informations sur les calculs nucléon-nucléon au niveau relativiste, ainsi que de nouvelles contraintes expérimentales sur des questions vieilles de dix ans sur les fonctions d'onde deutérium. Une explication de l'expérience A zz décrite pour un enfant de six ans peut être trouvée sur la page de recherche de Long.
Les recherches postdoctorales de Long à l'université du New Hampshire impliquent la construction du laboratoire de cibles polarisées à DeMeritt Hall. En 2014, Long est élue au conseil d'administration du groupe d'utilisateurs du Jefferson Lab en tant que représentante postdoctorale[source secondaire souhaitée] et occupe ce poste jusqu'en 2016[réf. nécessaire].

### Engagement public
En 2009, Long fonde l'organisation des physiciens et physiciennes LGBT +, qui fait office de réseau pour les physiciens appartenant à des minorités de genre et minorités sexuelles, et décerne des prix annuels appelés Reconnaissance de l'excellence (Acknowledgement of Excellence Awards). Long travaille avec la Société américaine de physique pour leur réunion de 2012, garantissant que les personnes invitées puissent partager leurs expériences en tant que physiciens LGBT+ lors d'une session spéciale à laquelle ont participé plus de 100 personnes. Un résumé des discussions intitulé Questions de genre et de diversité sexuelle en physique : le public parle coécrit par Long, est cité comme le début d'un mouvement populaire visant à produire des guides pour la communauté scientifique LGBT+.
Long est vice-présidente de la diversité et de l'inclusion pour Out in Science, Technology, Engineering, and Mathematics (en) (oSTEM), Inc, une organisation 501(c)(3) et une société professionnelle à but non lucratif axée sur les personnes LGBTQ de la communauté scientifique[réf. nécessaire].
Dans une interview avec la Society of Physics Students (en), Long évoque la force motrice derrière ses efforts pour accroître le soutien aux physiciens et physiciennes LGBT : « Je veux qu'il y ait plus de physiciens et physiciennes LGBT, et je ne veux pas que les jeunes regardent cette carrière et trouvent des gens leur disant de ne jamais être eux-mêmes dans leur travail. Je ne veux pas que quelqu'un d'autre doive vivre ce que j'ai vécu. » Long fait partie des dix scientifiques de l'année 2016 de la revue Nature en tant que « pionnière de la diversité ». Dans le cadre de cette reconnaissance, Long est désignée comme l'une des architectes d'une enquête unique en son genre intitulée LGBT+ Climate in Physics menée par la Société américaine de physique, rassemblant les expériences de physiciens de la communauté LGBTQ+[source secondaire souhaitée].

### Prix et récompenses
- 2014 :oSTEM Global STEM Service Award (en)[réf. nécessaire]
- 2015 : Jeune scientifique prometteur de Jefferson Science Associates[2]
- 2016 : Nature's 10 : Dix personnes qui ont compté en 2016[14]
- 2016 : Prix postdoctoral de la Jefferson Science Associates[15]
- 2017 : Kidder Fund de l'université du New Hampshire[16]
- 2017 : Prix d'excellence des jeunes anciens du Juniata College (en)[17][source secondaire souhaitée]